# Dijankovec
Dijankovec – wieś w Chorwacji, w żupanii kopriwnicko-kriżewczyńskiej, w mieście Križevci. W 2011 roku liczyła 188 mieszkańców.